# Єльмарен
Єльмарен (швед. Hjälmaren) — четверте за величиною озеро в Швеції. Розташоване поруч з озером Меларен, через яке має стік в Балтійське море на захід від Стокгольма. Має водне сполучення зі Стокгольмом через 13-кілометровий Єльмарен-канал. На західному кінці озера розташувався місто Еребру.
Озеро оточують провінції Седерманланд, Еребру і Вестманланд.
Єльмарен має 63 км в довжину і близько 20 км в ширину, середня глибина близько 6 м, площа поверхні — 485 км².